# Молотовський ВТТ
Молотовський ВТТ (рос. МОЛОТОВСКИЙ ИТЛ, ИТЛ Молотовстроя, Молотовлаг) — підрозділ, що діяв в системі виправно-трудових установ СРСР з 21.10.50 до
29.04.53.

## Підпорядкування і дислокація
- Головному управлінню таборів промислового будівництва (ГУЛПС) з 21.10.50 ;
- Головному управлінню таборів з будівництва нафтопереробних заводів і та підприємств штучного рідкого палива (рос. Главспецнефтестрой, ГСНС) з 06.10.51;
- ГУЛАГ МЮ з 02.04.53.

Дислокація: м. Молотов (нині Перм);

р-н м. Молотова

## Виконувані роботи
- будівництво нафтопереробного заводу в р-ні м. Молотова;
- виробництво бруківки, бутового каменю, щебеню (в р-ні г. Чусової),
- будівництво цегельного заводу на ст. Оверята Пермської задізниці,
- будівництво автодоріг і водопроводу.

## Чисельність з/к
- 01.06.51 — 684,
- 01.01.52 — 48461,
- 01.01.53 — 10 222;
- 01.04.53 — 12 267.